# Joan Esteve i Oriol
Joan Esteve i Oriol (Barcelona, 25 de novembre de 1940) és un advocat i polític català, diputat al Parlament de Catalunya en la Segons Legislatura.

## Biografia
Llicenciat en dret per la Universitat de Barcelona, s'ha especialitzat en dret laboral i en dret de les Comunitats Europees. És col·legiat al Col·legi d'Advocats de Madrid i al Col·legi d'Advocats de Barcelona, del que n'ha estat membre de la seva Comissió de Cultura.
Ha estat membre de l'Associació Catalana de Dret del Treball, de la Societé Internationale du Droit du Travail et de la Sécurité Sociale i de l'Associació Europea d'Advocats. Ha estat lletrat de l'Associació Internacional de la Seguretat Social, professor agregat de dret del treball a la Facultat de Dret de la Universitat de Barcelona i professor de dret del treball a ESADE.
Políticament, en la dècada de 1980 va militar a Alianza Popular, amb el que fou vicepresident primer de la secció de Barcelona i vicepresident quart de la secció catalana. En 1985 va substituir en el seu escó Eduard Bueno Ferrer, candidat del partit a les eleccions al Parlament de Catalunya de 1984. El 1988 fou membre de la Diputació Permanent del Parlament de Catalunya i fou membre, entre d'altres, de la Comissió d'Investigació sobre els Jocs Gestionats per
l'Entitat Autònoma de Jocs i Apostes i de la Comissió de Control Parlamentari de l'Actuació de la Corporació Catalana de Ràdio i Televisió i de les Empreses Filials.
No es va presentar a la reelecció. De 1988 a 1990 fou vocal del Consell Tributari de Barcelona. Com a vicepresident del partit formà del grup de dirigents del Partit Popular de Catalunya que s'oposaren a la imposició per part de José María Aznar del lideratge d'Alejo Vidal-Quadras. Posteriorment va actuar com a defensor del Grup Torras en el cas Kio contra Javier de la Rosa.